# Torre Alháquime
Torre Alháquime est une commune de la communauté autonome d'Andalousie, dans la province de Cadix, en Espagne.

## Géographie

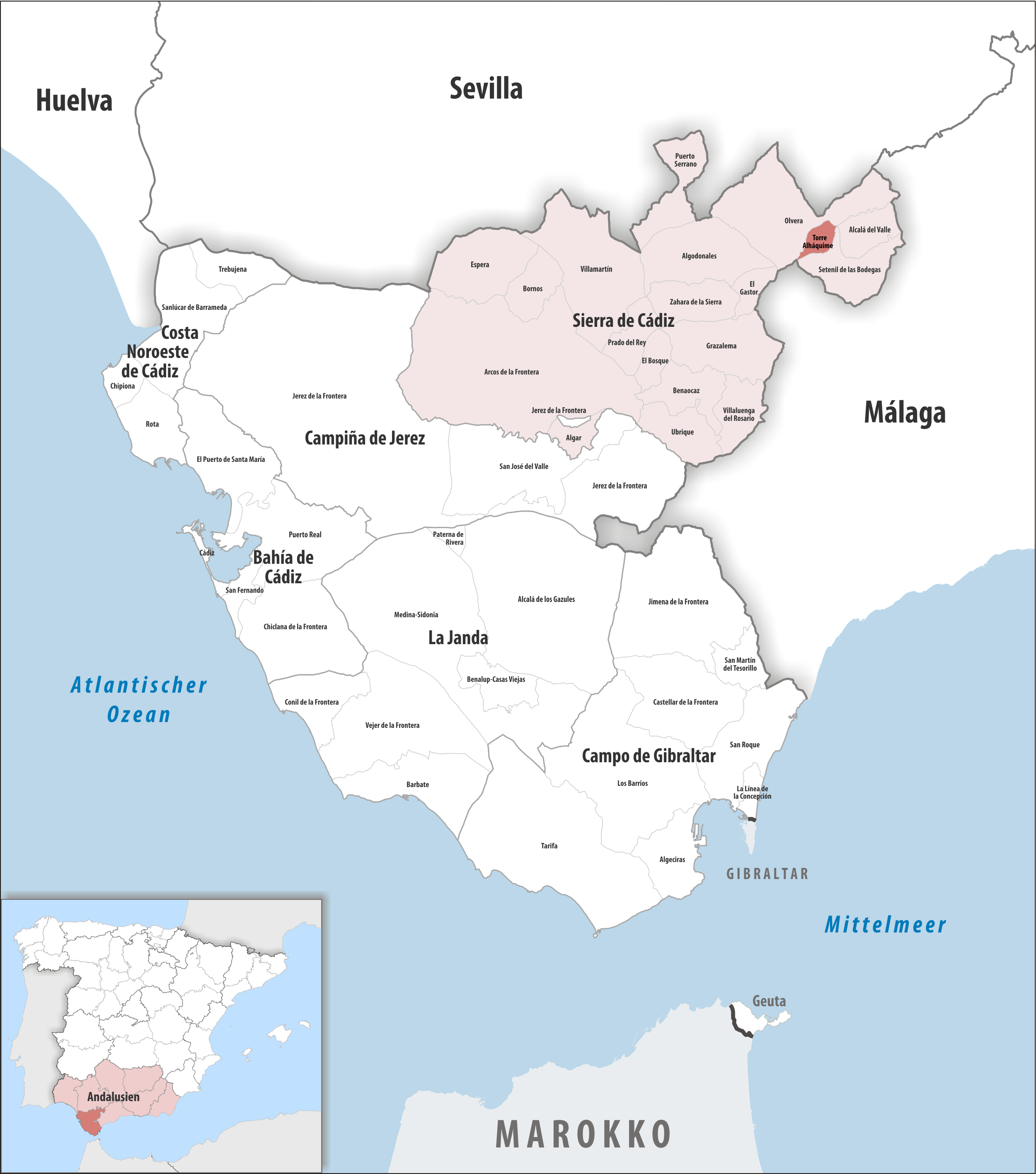
Torre Alháquime dans la province de Cadix / en Andalousie

### Localisation
La commune de Torre Alháquime est dans la comarque de Sierra de Cadix, dans la pointe nord-est de la province de Cadix.
Cadix à 134 km sud-ouest ;
Jerez de la Frontera à 104 km ouest-sud-ouest ;
Séville à 106 km nord-ouest
Malaga est à 106 km est-sud-est ;
Marbella à 89 km sud-est ;
Algésiras à 129 km sud-sud-ouest ;
Gibraltar à 141 km sud-sud-ouest.

## Administration
| Période                                  | Période | Identité | Étiquette | Qualité |
| ---------------------------------------- | ------- | -------- | --------- | ------- |
| N/A                                      | N/A     | N/A      | N/A       | Maire   |
| Les données manquantes sont à compléter. |         |          |           |         |